# 巴拉-杜绍萨
巴拉-杜绍萨是巴西巴伊亚州的一个市镇。总面积778.34平方公里，总人口32445人，人口密度41.7人/平方公里。